# إدوارد جوردن ديموك
إدوارد جوردن ديموك (بالإنجليزية: Edward Jordan Dimock)‏ هو قاضي ومحامي أمريكي، ولد في 4 يناير 1890، وتوفي في 17 مارس 1986.